# Ray Pitts
Raymond Bernard „Ray“ Pitts (* 30. September 1932 in Boston; † 2. November 2012 in Nivå, Dänemark) war ein US-amerikanischer, in Dänemark lebender Jazz-Musiker (Saxophone, Flöte, Keyboard), Komponist und Arrangeur.

## Leben und Wirken
Pitts lebte seit 1962 in Dänemark und arbeitete in der DR Big Band, zunächst als Saxophonist, dann war er im Orchester als Arrangeur, Komponist und Produzent tätig; von 1971 bis 1973 leitete er die Bigband. Außer mit der DR-Big Band spielte Pitts u. a. mit George Russels, Ben Webster, Birgit Brüel und in der Formation Underground Railroad, ferner mit Helmut Brandt, Eddie Skoller und Erik Moseholm. Daneben schrieb er für das Musikmagazin Jazz Special. Pitts wirkte im Bereich des Jazz zwischen 1963 und 1999 bei 17 Aufnahmesessions mit. Kurz vor seinem Tod erhielt Pitts, der 2005 mit dem Django d’Or und 2010 mit dem Ben Webster Prize of Honour ausgezeichnet wurde, den Leo Mathisen Prisen.

## Diskographische Hinweise
- George Russell Sextet featuring Don Cherry: At Beethoven Hall (SABA/MPS, 1965 mit Bertil Lövgren, Brian Trentham, Cameron Brown,  Albert Heath)
- Erik Moseholm, Ray Pitts: Radio Jazz Group (Jazzhuis Disk, 1965)
- DR Big Band: This Train(DaCapo, 1991)